# Osman Pasvandoglu
Osman Pasvandoglu (1758 – 1807) è stato un militare ottomano.

## Biografia
Suo padre fu ucciso dal sultano Selim III, così il giovane Pasvandoglu dichiarò guerra ai Turchi e fece di Vidin la sua roccaforte. Le truppe del sultano non riuscirono ad espugnare la città e furono perciò costrette a capitolare (1798). Pasvandoglu diventò dunque pascià di Vidin.